# Campeonato Europeu de Atletismo em Pista Coberta de 1985
O 16º Campeonato Europeu de Atletismo em Pista Coberta foi realizado no Estádio da Paz e da Amizade de Pireu, Grécia, nos dias 2 e 3 de março de 1985. Do programa fizeram parte 22 provas, 12 masculinas e 10 femininas. A Alemanha Oriental foi o país que obteve mais medalhas nesta edição.

## Medalhistas
Masculino
| Evento               | Ouro                   | Ouro    | Prata                  | Prata   | Bronze                  | Bronze  |
| 60 m                 | GBR Mike McFarlane     | 6.61    | FRA Antoine Richard    | 6.63    | BEL Ronald Desruelles   | 6.64    |
| 200 m                | ITA Stefano Tilli      | 20.77   | GDR Olaf Prenzler      | 20.83   | URS Aleksandr Yevgenyev | 20.95   |
| 400 m                | GBR Todd Bennett       | 45.56   | FRG Klaus Just         | 45.90   | ESP José Alonso         | 46.52   |
| 800 m                | GBR Rob Harrison       | 1:49.09 | ROU Petre Dragoescu    | 1:49.38 | URS Leonid Masunov      | 1:49.59 |
| 1500 m               | ESP José Luis González | 3:39.26 | IRL Marcus O'Sullivan  | 3:39.75 | ESP José Luis Carreira  | 3:40.43 |
| 3000 m               | BEL Bob Verbeeck       | 8:10.84 | FRG Thomas Wessinghage | 8:10.88 | URS Vitaliy Tishchenko  | 8:10.91 |
| 60 m barreiras       | HUN György Bakos       | 7.60    | TCH Jiří Hudec         | 7.68    | URS Vyacheslav Ustinov  | 7.70    |
| salto em altura      | SWE Patrik Sjöberg     | 2,35    | URS Aleksandr Kotovich | 2,30    | POL Dariusz Biczysko    | 2,30    |
| salto com vara       | URS Sergey Bubka       | 5,70    | URS Aleksandr Krupskiy | 5,70    | BUL Atanas Tarev        | 5,60    |
| salto em comprimento | HUN Gyula Pálóczi      | 8,15    | HUN László Szalma      | 8,15    | URS Sergey Layevskiy    | 8,14    |
| triplo salto         | BUL Khristo Markov     | 17,29   | TCH Ján Cado           | 17,23   | GDR Volker Mai          | 17,14   |
| lançamento do peso   | TCH Remigius Machura   | 21,74   | GDR Ulf Timmermann     | 21,44   | SUI Werner Günthör      | 21,23   |

Feminino
| Evento               | Ouro                   | Ouro    | Prata                   | Prata   | Bronze                 | Bronze  |
| 60 m                 | NED Nelli Cooman       | 7.10    | GDR Marlies Göhr        | 7.13    | GBR Heather Oakes      | 7.22    |
| 200 m                | GDR Marita Koch        | 22.82   | GBR Kirsten Emmelmann   | 23.06   | NED Els Vader          | 23.64   |
| 400 m                | GDR Sabine Busch       | 51.35   | GDR Dagmar Neubauer     | 51.40   | TCH Alena Bulířová     | 52.64   |
| 800 m                | ROU Ella Kovacs        | 2:00.51 | URS Nadezhda Olizarenko | 2:00.90 | ROU Cristeana Cojocaru | 2:01.01 |
| 1500 m               | ROU Doina Melinte      | 4:02.54 | ROU Fita Lovin          | 4:03.46 | FRG Brigitte Kraus     | 4:03.64 |
| 3000 m               | ITA Agnese Possamai    | 8:55.25 | URS Olga Bondarenko     | 8:58.03 | GBR Yvonne Murray      | 9:00.94 |
| 60 m barreiras       | GDR Cornelia Oschkenat | 7.90    | BUL Ginka Zagorcheva    | 8.02    | FRA Anne Piquereau     | 8.03    |
| salto em altura      | BUL Stefka Kostadinova | 1,97    | GDR Susanne Helm        | 1,94    | POL Danuta Bulkowska   | 1,90    |
| salto em comprimento | URS Galina Chistyakova | 7,02    | TCH Eva Murková         | 6,99    | GDR Heike Drechsler    | 6,97    |
| lançamento do peso   | TCH Helena Fibingerová | 20,84   | FRG Claudia Losch       | 20,59   | GDR Heike Hartwig      | 19,93   |

## Quadro de medalhas
| Ordem | País               | Medalha de ouro | Medalha de prata | Medalha de bronze | Total |
| ----- | ------------------ | --------------- | ---------------- | ----------------- | ----- |
| 1     | Alemanha Oriental  | 3               | 6                | 3                 | 12    |
| 2     | Reino Unido        | 3               | 0                | 2                 | 5     |
| 3     | União Soviética    | 2               | 4                | 5                 | 11    |
| 4     | Tchecoslováquia    | 2               | 3                | 1                 | 6     |
| 5     | Roménia            | 2               | 2                | 1                 | 5     |
| 6     | Bulgária           | 2               | 1                | 1                 | 4     |
| 7     | Hungria            | 2               | 1                | 0                 | 3     |
| 8     | Itália             | 2               | 0                | 0                 | 2     |
| 9     | Espanha            | 1               | 0                | 2                 | 3     |
| 10    | Países Baixos      | 1               | 0                | 1                 | 2     |
| 10    | Bélgica            | 1               | 0                | 1                 | 2     |
| 12    | Suécia             | 1               | 0                | 0                 | 1     |
| 13    | Alemanha Ocidental | 0               | 3                | 1                 | 4     |
| 14    | França             | 0               | 1                | 1                 | 2     |
| 15    | Irlanda            | 0               | 1                | 0                 | 1     |
| 16    | Polónia            | 0               | 0                | 2                 | 2     |
| 17    | Suíça              | 0               | 0                | 1                 | 1     |